# Schiodtella
Schiodtella – rodzaj pluskwiaków z rodziny ziemikowatych i podrodziny Cephalocteinae. Obejmuje 7 opisanych gatunków.

## Morfologia i zasięg
Pluskwiaki o ciele przysadzistym, silnie wysklepionym, zwykle rudobrązowo ubarwionym. Głowa jest szersza niż dłuższa, ku przodowi zwężona, na krawędziach powrębiana, zaopatrzona w przyoczka, okrągłe i wyłupiaste oczy złożone oraz czteroczłonową kłujkę o członie drugim pozbawionym półokrągłego płatka. Nadustek ma krawędzie równoległe lub zwęża się ku przodowi. Płytki żuwaczkowe są dłuższe od nadustka, każda z przykrawędziowym szeregiem krótkich i grubych szczecin oraz dwoma takimiż szczecinkami położonymi przedwierzchołkowo. Czułki zbudowane są z czterech członów, z których drugi jest niezredukowany i tak długi jak trzeci lub od niego dłuższy. Szersze niż dłuższe, w zarysie zwężone ku przodowi z szeroko zaokrąglonymi kątami przednimi i tylnymi przedplecze ma szeregi chetoporów wzdłuż krawędzi bocznych. Tarczka jest szersza niż dłuższa, na szczycie szeroko zaokrąglona. Półpokrywy cechują się wyodrębnionymi od przykrywki egzokorium, mezokorium i międzykrywką, szeregiem chetoporów wzdłuż krawędzi kostalnych oraz przezroczystą lub półprzezroczystą, wykraczającą poza koniec odwłoka zakrywką. Ujście gruczołów zapachowych ma wierzchołek wykształcony w formie małego, ząbkowatego wyrostka. Wszystkie odnóża są krótkie i tęgie, zwieńczone smukłymi stopami o drugim członie najmniejszym. Golenie przedniej pary są szablowato lub sierpowato wykrzywione, środkowej pary lekko buławkowate, a tylnej pary silnie maczugowate. Krawędzie sternitów odwłoka w częściach bocznych są proste.
Przedstawiciele rodzaju zamieszkują wschodnią część krainy palearktycznej oraz krainę orientalną. Podawani byli z Rosyjskiego Dalekiego Wschodu, Chin, Japonii, Tajwanu, Indii i Indonezji.

## Taksonomia
Takson ten wprowadzony został w 1882 roku przez Victora A. Signoreta na łamach „Bulletin de la Société Entomologique de France”. Nazwę rodzajową nadano na cześć Jørgena M.C. Schiødte. W 1994 roku Jerzy Adrian Lis wyznaczył jego gatunkiem typowym Stibaropus tabulatus, opisanego w 1848 roku przez Schiødte. Schiodtella bywała traktowana jako podrodzaj lub synonim Stibaropus. Do rangi odrębnego rodzaju przywrócona została w 1999 roku przez J.A. Lisa.
Do rodzaju tego zalicza się 7 opisanych gatunków:
- Schiodtella africana Lis, 2000
- Schiodtella formosana (Takano & Yanagihara, 1939)
- Schiodtella japonica Imura & Ishikawa, 2009
- Schiodtella javana (J.A. Lis, 1994)
- Schiodtella secunda J.A. Lis, 1991
- Schiodtella struempeli (J.A. Lis, 1994)
- Schiodtella tabulata (Schiødte, 1848)